# Fântânele (okręg Konstanca)
Fântânele – wieś w Rumunii, w okręgu Konstanca, w gminie Fântânele. W 2011 roku liczyła 1585 mieszkańców.